# كارح (قراد)

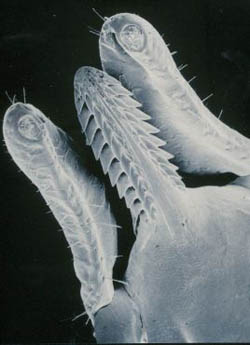
يظهر الكارِح بشكل شائك في الوَسط لدى اللبود حَلقي الهالة ويحيط به زَوج من اللامسات

الكارِح  (بالإنجليزية: Hypostome)‏ (وَيُسمى أيضاً بالمِقلَحة أو الفَك العُلوي أو الشفة) وَهوَ جُزء مُتكلس يُشبه الحَربة يُوجد بالقُرب من منطقة فم بَعض المِفصليات الطُفيلية مِثل القَراد، وَيَعمل الكارِح على زيادة ثبات الكائِن وإمساكه بقوة على الثدييات المُضيفة، وذلك لكي يَتسنى للكائِن القيام بامتصاص الدَم.
لِذلكَ عند علاج القَراد (إزالته) يَتم العِلاج على خُطوتين الأولى إزالة الكائِن نفسه وَالثانية إزالة الكارِح نظراً لِقوته العالية وإمساكه بقوة في المُضيف.

## المَراجع
1. ↑  ترجمةHypostome ،المُعجم الطبي المُوحد، الإصدار الثاني.